# Meristacarus rubescens
Meristacarus rubescens är en kvalsterart som först beskrevs av Giovanni Canestrini 1897.  Meristacarus rubescens ingår i släktet Meristacarus och familjen Lohmanniidae. Inga underarter finns listade i Catalogue of Life.